# 龔都
龔都，又作共都，东汉末期黄巾军将领。

## 生平
龔都其部活动在汝南（治今河南上蔡西南）一带。官渡之战時，他和劉辟在汝南叛乱，扰乱曹操後方許县周边。建安六年（201年）袁绍派遣刘备率兵至汝南，与龔都、劉辟等联合，聚众数千人。曹操派遣蔡扬来攻，被龔都所破。后曹操亲自南征，刘备投奔刘表，其部散去，龔都下落不明。

## 艺术形象

### 三国演義
小説《三国演義》描写龔都在張角死後率领黄巾残党和劉辟在汝南活动，曹洪前来討伐。之後，龔都归順袁紹。袁紹派劉備联络劉辟，归顺曹操的关羽想要探知劉備的下落，兵出汝南，和龔都交战得知劉備的下落。后来刘备、关羽、张飞古城会，和龔都、劉辟联合、龔都负责輸送糧食。龔都被曹操軍包围，張飛救援不及，龔都被夏侯淵杀死。